# Burauen
Burauen (Bayan ng Burauen) är en kommun i Filippinerna. Kommunen ligger på ön Leyte, och tillhör provinsen Leyte. Folkmängden uppgår till 47 180 invånare.

## Barangayer
Burauen är indelat i 77 barangayer.
| - Abuyogon - Anonang - Arado - Balao - Balatson - Balorinay - Bobon - Buenavista - Buri - Caanislagan - Cadahunan - Cagangon - Cali - Calsadahay - Candag-on - Cansiboy - Catagbacan - Poblacion District I - Poblacion District II - Poblacion District III - Poblacion District IV - Poblacion District V - Poblacion District VI - Poblacion District VII - Poblacion District VIII - Poblacion District IX | - Dumalag (Pusod) - Ilihan - Esperanza - Gitablan - Hapunan - Hibonawan - Hugpa East - Hugpa West - Kalao - Kaparasanan - Laguiwan - Libas - Limburan - Logsongan - Maabab - Maghubas - Mahagnao - Malabca - Malaguinabot - Malaihao (San Ramon) - Matin-ao - Moguing - Paghudlan - Paitan - Pangdan - Patag | - Patong - Pawa - Roxas - Sambel - San Esteban - San Fernando - San Jose East - San Jose West - San Pablo - Tabuanon - Tagadtaran - Taghuyan - Takin - Tambis (Naboya) - Toloyao - Villa Aurora - Villa Corazon - Villa Patria - Villa Rosas (Cabang) - Kagbana - Damulo-an - Dina-ayan - Gamay - Kalipayan - Tambuko |